# Tata Sierra
La Tata Sierra è una fuoristrada prodotto dalla casa automobilistica indiana Tata Motors dal 1991 al 2000. In Italia è stato venduto con il nome di Tata Sport. In altri mercati europei ed asiatici è stato venduto come Tata Telcosport o Tata Grand Telcosport.

## Storia
La Tata Sierra viene introdotta nel 1991 ed è il primo fuoristrada prodotto dalla casa indiana; in realtà la Sierra non è altro che la versione "chiusa" della Tata Telcoline pick-up lanciata nel 1988 dalla quale riprende tutti gli organi meccanici, il frontale e la plancia interna. Le differenze sono nel passo accorciato a 2,40 metri (rispetto alla Telcoline a cabina singola) e nella coda. La Sierra è stata anche una delle prime vetture per il trasporto privato in India ed, essendo costruita sulla piattaforma X2 a longheroni e traverse, poteva essere utilizzata su ogni fondo stradale, soprattutto quelli dissestati essendo proposta sia a trazione posteriore che integrale con marce ridotte. Rispetto alla Telcoline è stata migliorata l'insonorizzazione, rendendo più confortevole l'abitacolo.
La carrozzeria della Sierra è tre porte, simile a quella di molti concorrenti giapponesi (come Nissan Terrano, Mitsubishi Pajero e Toyota Land Cruiser), la lunghezza totale è di 4,41 metri, trazione posteriore oppure 4WD integrale part-time con sistema di innesto a comando elettrico fino a 60 km/h, dotato di riduttore su tutti i rapporti, differenziale posteriore autobloccante e mozzi anteriori a bloccaggio/sbloccaggio manuale; le sospensioni son le medesime della Telcoline con avantreno a doppio trapezio oscillante e retrotreno con schema a ponte rigido con cinque bracci tiranti e molle elicoidali. 
Il motore era lo stesso della Telcoline: il 2.0 litri (1.948 cc) quattro cilindri Peugeot XD88 prodotto su licenza da Tata Motors in India con due valvole per cilindro e iniezione indiretta con precamera proposto sia aspirato da 63 cavalli che turbo da 87 cavalli. Il cambio era manuale a cinque rapporti più ridotte. 
L'abitacolo era disponibile solo a quattro posti. La Sierrà inoltre è stata anche la prima auto prodotta in India con vetri elettrici, climatizzatore, volante regolabile e tachimetro.
In Italia la Sierra è stata importata dall'ottobre 1997 con il nome di Tata Sport in un'unica versione e con motore sia aspirato che turbo omologato Euro 2 nella sola variante a trazione posteriore, mentre la 4x4 si aggiungerà nell'aprile del 1998 proposta col 2.0 turbodiesel e in due allestimenti: base ed Orciari, quest'ultimo esclusivo per l'Italia era realizzato dal designer italiano Orciari e presentava una dotazione arricchita, carrozzeria bicolore, barre al tetto e rifiniture interne specifiche.
La vettura però, al contrario della Telcoline non riscuote un grande successo, né in India né nei mercati esteri, e nel 2000 esce di produzione sostituita dalla Safari, più grande e moderna e proposta con cinque porte.